# 西漢普頓杜恩斯 (紐約州)
西漢普頓杜恩斯（英語：West Hampton Dunes）是位於美國紐約州薩福克縣的村。

## 人口
根據2020年美國人口普查的數據，西漢普頓杜恩斯的面積為0.95平方千米，當中陸地面積為0.81平方千米，而水域面積為0.14平方千米。當地共有人口126人，而人口密度為每平方千米133人。